# 布朗篩法
在數論中，布朗篩法（Brun sieve；或稱布朗純篩法 (Brun's pure sieve)）是一個用以估計滿足特定條件的「篩選過的」正整數集大小的技巧，而這些條件一般都以同餘表示。該篩法由维戈·布朗於1915年發展，並在後來由其他學者推廣為篩法基本引理。

## 描述
在篩法的術語中，布朗篩法是一種「組合篩法」，也就是一種透過小心應用容斥原理進行「篩選」的篩法。在正式討論布朗篩法前，先定義一些表記：
設{\displaystyle A}為正整數的有限集，而{\displaystyle P}則為質數的集合，然後設{\displaystyle A_{p}}是{\displaystyle A}中可為{\displaystyle P}中的質數{\displaystyle p}整除的數組成的集合；此外，可設{\displaystyle d}為{\displaystyle P}中的不同質數的乘積，在這種狀況下，可相應地定義{\displaystyle A_{d}}為{\displaystyle A}中可被{\displaystyle d}整除的數的集合，也就是與{\displaystyle d}的質因數{\displaystyle p}相應的集合{\displaystyle A_{p}}的交集；而{\displaystyle A_{1}}也可相應地定義成{\displaystyle A}本身。
設{\displaystyle z}為任意實數，那麼該篩法的目標就是估計下式：
{\displaystyle S(A,P,z)={\biggl \vert }A\setminus \bigcup _{p\in P \atop p\leq z}A_{p}{\biggr \vert },}
在上式中，{\displaystyle |X|}是集合{\displaystyle X}的元素個數。
此外，假若{\displaystyle |A_{d}|}的元素個數可由下式估計的話（下式中，{\displaystyle w}是一個積性函數，而{\displaystyle R_{d}}是與之相應的誤差項）：
{\displaystyle \left\vert A_{d}\right\vert ={\frac {w(d)}{d}}|A|+R_{d},}
那就可定義下式：
{\displaystyle W(z)=\prod _{p\in P \atop p\leq z}\left(1-{\frac {w(p)}{p}}\right).}

### 布朗純篩法
以下內容取自Cojocaru & Murty （页面存档备份，存于）的定理6.1.2.，並使用上述的表記。
若以下條件成立：
- 對於任意由{\displaystyle P}中的質數構成的無平方因子數{\displaystyle d}而言，有{\displaystyle |R_{d}|\leq w(d)}
- 存在常數{\displaystyle C,D,E}使得對於任意實數{\displaystyle z}而言，有{\displaystyle \sum _{p\in P \atop p\leq z}{\frac {w(p)}{p}}<D\log \log z+E.}
- 對於任意{\displaystyle P}中的質數{\displaystyle p}，有{\displaystyle w(p)<C}

則有以下的關係式：
{\displaystyle S(A,P,z)=X\cdot W(z)\cdot \left({1+O\left((\log z)^{-b\log b}\right)}\right)+O\left(z^{b\log \log z}\right)}
其中{\displaystyle X}是{\displaystyle A}的元素個數、{\displaystyle b}是任意正整數，而{\displaystyle O}則是大O符號。
此外，設{\displaystyle x}為{\displaystyle A}的最大元，那在存在足夠小的{\displaystyle c}使得{\displaystyle \log z<c\log x/\log \log x}的狀況下，有下列關係式：
{\displaystyle S(A,P,z)=X\cdot W(z)(1+o(1)).}

## 應用
- 布朗定理：所有孿生質數的倒數和收斂。
- 施尼勒爾曼密度：所有的偶數至多{\displaystyle C}個質數之和。{\displaystyle C}的大小可小至6。
- 存在有無限多個彼此差為2的整數對，而在該整數對中的兩個數都至多是九個質數的乘積。
- 所有的偶數都可表示成兩個至多是九個質數乘積的數之和。

最後兩個定理弱於陳氏定理及弱哥德巴赫猜想。